# Василенко, Сергей Иванович
Серге́й Ива́нович Василе́нко (род. 29 августа 1960, Чита) — советский боксёр, представитель первой средней и второй средней весовых категорий. Выступал за сборную СССР по боксу в первой половине 1980-х годов, чемпион СССР, серебряный и дважды бронзовый призёр советских национальных первенств, победитель и призёр ряда крупных международных турниров. На соревнованиях представлял Советскую Армию и город Фергана, мастер спорта СССР международного класса.

## Биография
Сергей Василенко родился 29 августа 1960 года в городе Чита Забайкальского края. Активно заниматься боксом начал с детства, первое время проходил подготовку под руководством мастера спорта Валерия Букатича, позже был подопечным заслуженного тренера России Леонида Синицына.
Проходил службу в рядах Вооружённых Сил СССР и на соревнованиях представлял город Фергана Узбекской ССР.
Выступал на чемпионате СССР 1980 года в Ростове-на-Дону, но выбыл из борьбы за медали уже на предварительной стадии турнира, проиграв Паруйру Варданяну.
Наибольшего спортивного успеха в своей спортивной карьере добился в сезоне 1981 года, когда на чемпионате СССР в Ташкенте одолел всех своих соперников в зачёте первой средней весовой категории, в том числе будущего чемпиона Европы Владимира Мельника в финале, и завоевал тем самым награду золотого достоинства. Позже вошёл в состав советской национальной сборной и выступил на Кубке Хонвед в Будапеште, где так же был лучшим.
В 1982 году на чемпионате страны в Донецке Василенко выступал уже во втором среднем весе — вновь встретился в финале с Владимиром Мельником и на сей раз уступил ему. Помимо этого, одержал победу на мемориальном турнире «Странджа» в Болгарии, где в финале взял верх над соотечественником Хамзатом Джабраиловым, и занял первое место на международном турнире «Золотые перчатки» в Югославии.
В 1983 году боксировал на Спартакиаде народов СССР в Москве, где также разыгрывалось первенство страны по боксу. Сумел дойти здесь до стадии полуфиналов, потерпев поражение от Александра Беляева. Принял участие в матчевой встрече со сборной США в Индианаполисе, в рамках полутяжёлого веса встретился на ринге с известным американским боксёром Вирджилом Хиллом, будущим многократным чемпионом мира среди профессионалов, но проиграл ему по очкам.
Последний раз добился успеха на всесоюзном уровне в сезоне 1984 года, когда на чемпионате страны в Ташкенте добавил в послужной список ещё одну награду бронзового достоинства.
За выдающиеся спортивные достижения удостоен почётного звания «Мастер спорта СССР международного класса».
Подполковник Вооружённых Сил России в отставке.
В мае 2011 года в посёлке Антипиха проходил юношеский боксёрский турнир пригородов города Читы, посвящённый тридцатилетнему юбилею победы забайкальского боксёра С. Василенко на чемпионате СССР.